# Cheilanthes bonapartei
Cheilanthes bonapartei är en kantbräkenväxtart som beskrevs av Jacobus Petrus Roux.
Cheilanthes bonapartei ingår i släktet Cheilanthes och familjen Pteridaceae. Inga underarter finns listade i catalogue of Life.